# Olios canariensis
Olios canariensis là một loài nhện trong họ Sparassidae.
Loài này thuộc chi Olios. Olios canariensis được Hippolyte Lucas miêu tả năm 1838.